# Miles Whitney Straight
Die Miles M.11 Whitney Straight ist ein zweisitziges Leichtflugzeug des britischen Herstellers Miles Aircraft, das zur Verwendung in Fliegerclubs in Großbritannien konzipiert wurde. 

## Entwicklung und Konstruktion

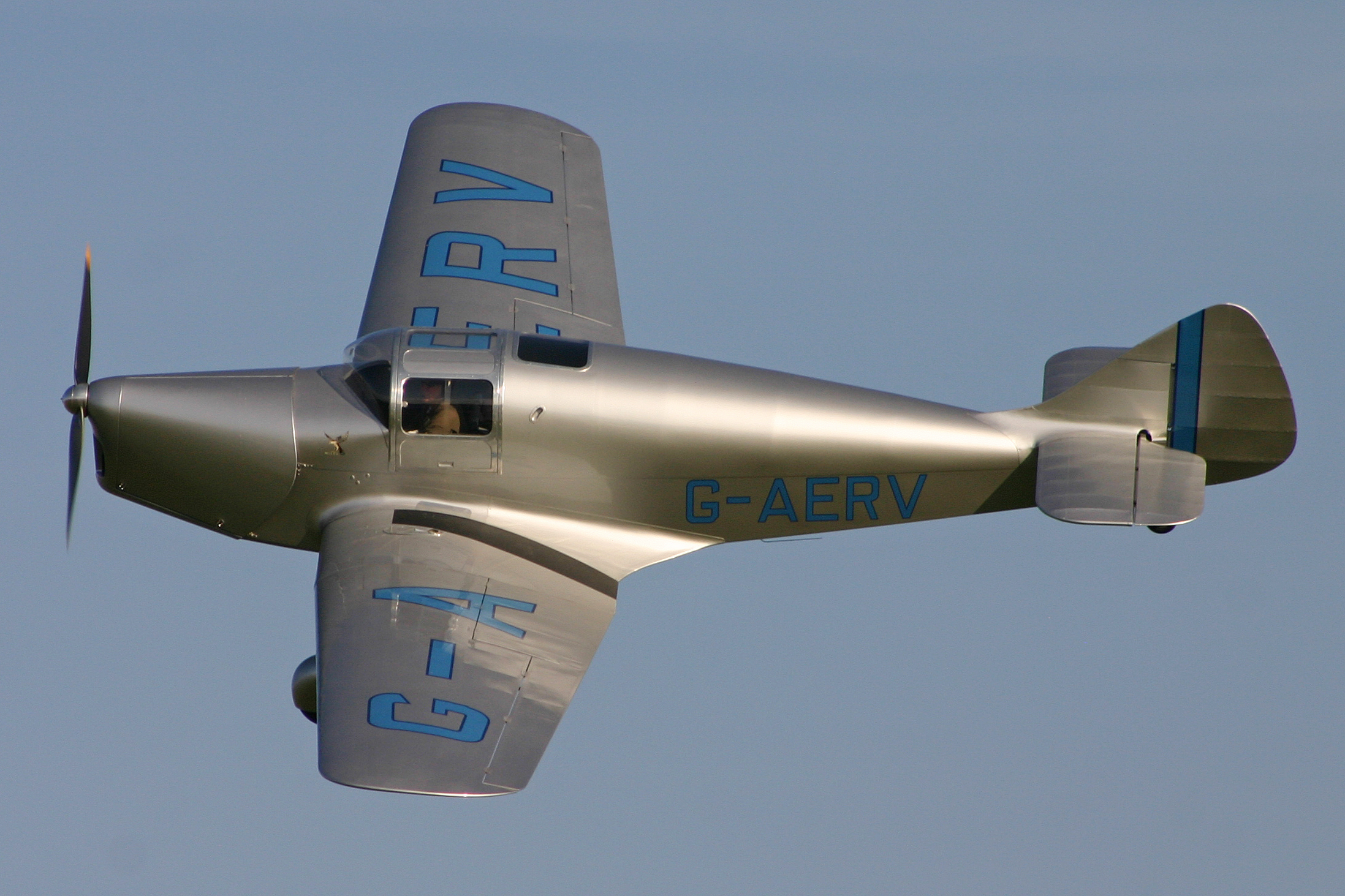
Miles Whitney Straight G-AERV, 2011

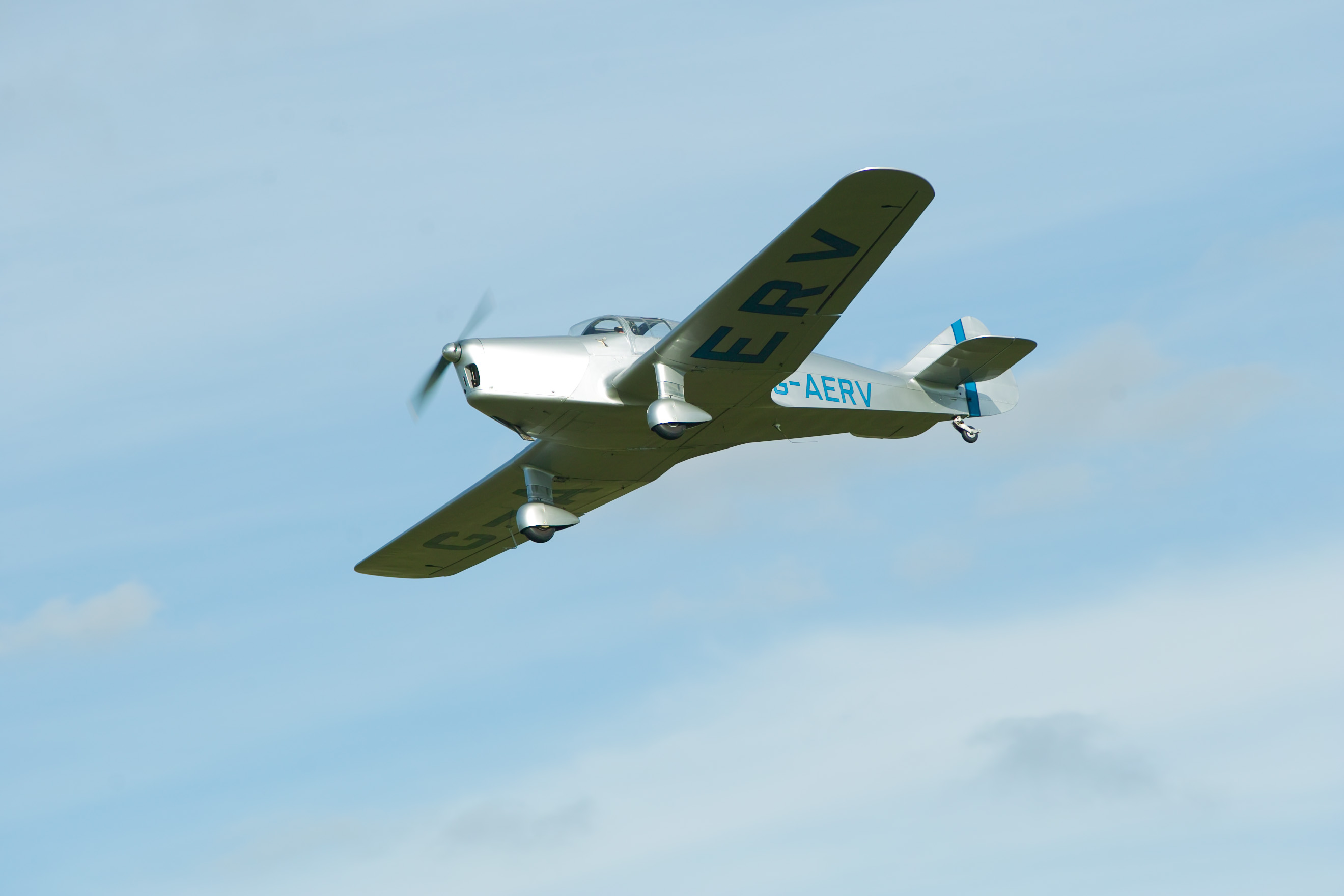
Miles Whitney Straight G-AERV, 2013

Die M.11 Whitney Straight wurde von Frederick George Miles beim Unternehmen Phillips and Powis in Zusammenarbeit mit Rennfahrer, Pilot und Geschäftsmann Whitney Straight entwickelt. Ziel war eine komfortable Unterbringung der Insassen sowie deren Gepäck in einem geschlossenen Cockpit mit nebeneinander angeordneten Sitzen. Das Ergebnis war ein Tiefdecker mit starrem, aerodynamisch verkleidetem Spornradfahrwerk. Das Flugzeug besteht mit Spanten aus Fichtenholz, die mit dreilagigem Port-Orford-Zedersperrholz verkleidet sind, zum größten Teil aus Holz. Die Tragflächen verfügen über unterdruckbetätigte Spaltklappen. Angetrieben wird es von einem de Havilland Gipsy Major I mit einer Nennleistung von 130 PS (96 kW).

## Nutzung
Am 14. Mai 1936 absolvierte der Prototyp mit dem Luftfahrzeugkennzeichen G-AECT, gesteuert von Frederick Miles seinen Jungfernflug vom Flugplatz in Woodley. Als die Produktion im Jahr 1937 eingestellt wurde, waren 50 Exemplare gebaut worden.
Am 28. Juni 1938 stürzte die M.11C mit dem Kennzeichen G-AEYI über Harefield in Berkshire ab. Der Pilot Wing Commander F. W. Stent wurde bei dem Absturz getötet. Modifizierte Whitney Straights wurden für Triebwerkstests und Tests verschiedener Klappenentwürfe eingesetzt. Nach dem Ausbruch des Zweiten Weltkriegs 1939 requirierte das Air Ministry dreiundzwanzig Maschinen für den Militärdienst als Verbindungsflugzeuge. Davon wurden einundzwanzig im Vereinigten Königreich, eine in Indien und eine in Ägypten stationiert. Eine M.11A wurde zwischen 1940 und 1943 vom Fleet Air Arm, drei weitere von der Royal New Zealand Air Force eingesetzt.
Zwischen 1939 und 1943 verwendete Alan Pritchard in Ninety Mile Beach in Neuseeland eine M.11A für Versuche mit dem Ausbringen von Saatgut aus der Luft und später für das Versprühen von Superphosphat. Diese Versuche waren Teil der Entwicklung des landwirtschaftlichen Düngefliegens.

## Versionen
Quelle: D. L. Brown, 1970, S. 377–380
M.11Prototyp, ein Exemplar gebaut
M.11ASerienausführung, 49 Exemplare gebaut.
M.11BDrittes Serienexemplar (Werknummer 305), das mit einem Amherst Villiers Maya I mit 135 PS (99 kW) ausgerüstet wurde. Er verlieh der Maschine eine um 10 mph (16 km/h) erhöhte Maximalgeschwindigkeit und eine maximale Steigrate von 200 ft/min (1 m/s).
M.11CWerknummer 341 der Serienproduktion wurde mit einem de Havilland Gipsy Major II mit 145 PS (107 kW) und Verstellpropeller ausgestattet.

## Betreiber
Neuseeland
- Mount Cook Airline
- Royal New Zealand Air Force
  - 42stes Geschwader

 Vereinigtes Königreich
- Royal Air Force
- Royal Navy
  - Fleet Air Arm
- Starways (G-AFGK)

## Erhaltene Exemplare
- G-AERV in England
- G-AFGK im Reynolds-Alberta Museum in Wetaskiwin, Alberta

## Technische Daten (M.11A)
| Kenngröße             | Daten                                             |
| --------------------- | ------------------------------------------------- |
| Besatzung             | 1                                                 |
| Passagiere            | 1                                                 |
| Länge                 | 25 ft (7,62 m)                                    |
| Spannweite            | 35,67 ft (10,87 m)                                |
| Höhe                  | 6,5 ft (1,98 m)                                   |
| Flügelfläche          | 187 ft² (17,4 m²)                                 |
| Flügelstreckung       | 6,8                                               |
| Leermasse             | 1.275 lb (578 kg)                                 |
| max. Startmasse       | 1.896 lb (860 kg)                                 |
| Reisegeschwindigkeit  | 130 mph (209 km/h)                                |
| Höchstgeschwindigkeit | 145 mph (233 km/h)                                |
| Dienstgipfelhöhe      | 18.500 ft (5.639 m)                               |
| Reichweite            | 500 NM (926 km)                                   |
| Triebwerke            | 1 × de Havilland Gipsy Major I mit 130 PS (96 kW) |